# Manuel Ulloa Elías
Manuel Ulloa Elías, né le 12 novembre 1922 à Lima au Pérou et mort le 9 août 1992 à Madrid en Espagne, est un économiste et homme d'État péruvien, qui a notamment exercé les charges de président du Conseil des ministres, de ministre de l'Économie et des Finances (28 juillet 1980-9 décembre 1982) et de sénateur (26 juillet 1980-26 juillet 1990) de son pays.

## Biographie
Fils du juriste et diplomate Alberto Ulloa Sotomayor (1892-1975), petit-fils du journaliste Alberto Ulloa Cisneros (1862-1919) et du médecin et écrivain José Casimiro Ulloa (1829-1891) et arrière-petit-fils du président Domingo Elías (1805-1867), Manuel Ulloa Elías épouse successivement Carmen García Elmore, Nadine van Peborgh Grisar, Isabel Zorraquín y de Corral et la princesse Élisabeth de Yougoslavie.